# ده سال در عدلیه
ده سال در عدلیه کتابی از احمد کسروی، نویسنده ایرانی است. کسروی در این کتاب، از سرگذشت خود و ساختار قضایی ایران در دوران قاجار می‌پردازد.
این کتاب بعدها در سال ۱۹۹۰ در کنار دو کتاب دیگر وی یعنی زندگانی من و چرا از عدلیه بیرون آمدم دوباره به چاپ رسید.

## زمینه
کسروی در این کتاب از ضعف دولت مرکزی، فساد، دوگانگی محاکم و عدم ثبات در عدلیه می‌گوید.